# Petroliera

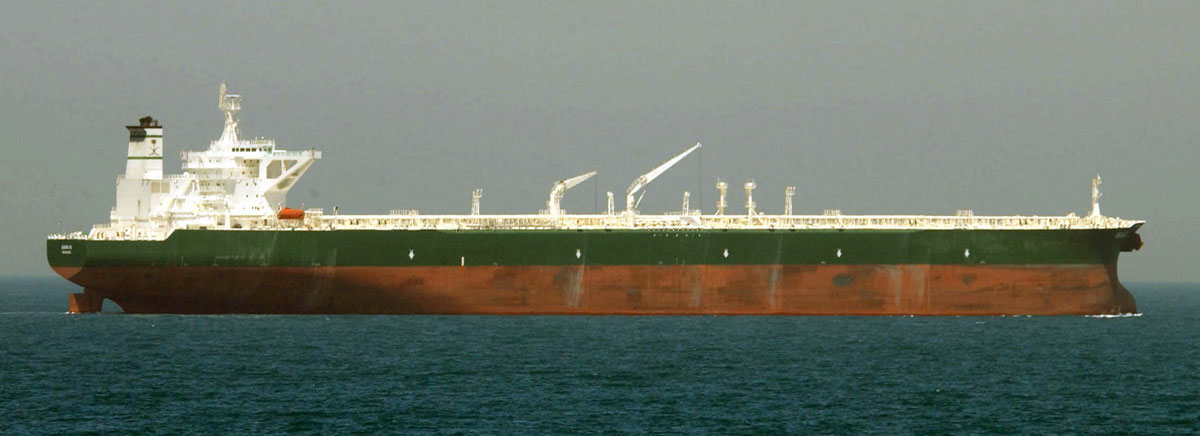
La superpetroliera AbQaiq

Una petroliera è una nave cisterna adibita al trasporto di greggio (petroliera propriamente detta, o "crude oil tanker") o dei prodotti derivati ("product tanker"). Oltre agli oleodotti,  è l'unico altro modo per trasportare grandi quantità di greggio.

## Classificazione
Le petroliere vengono classificate in base alla loro stazza:

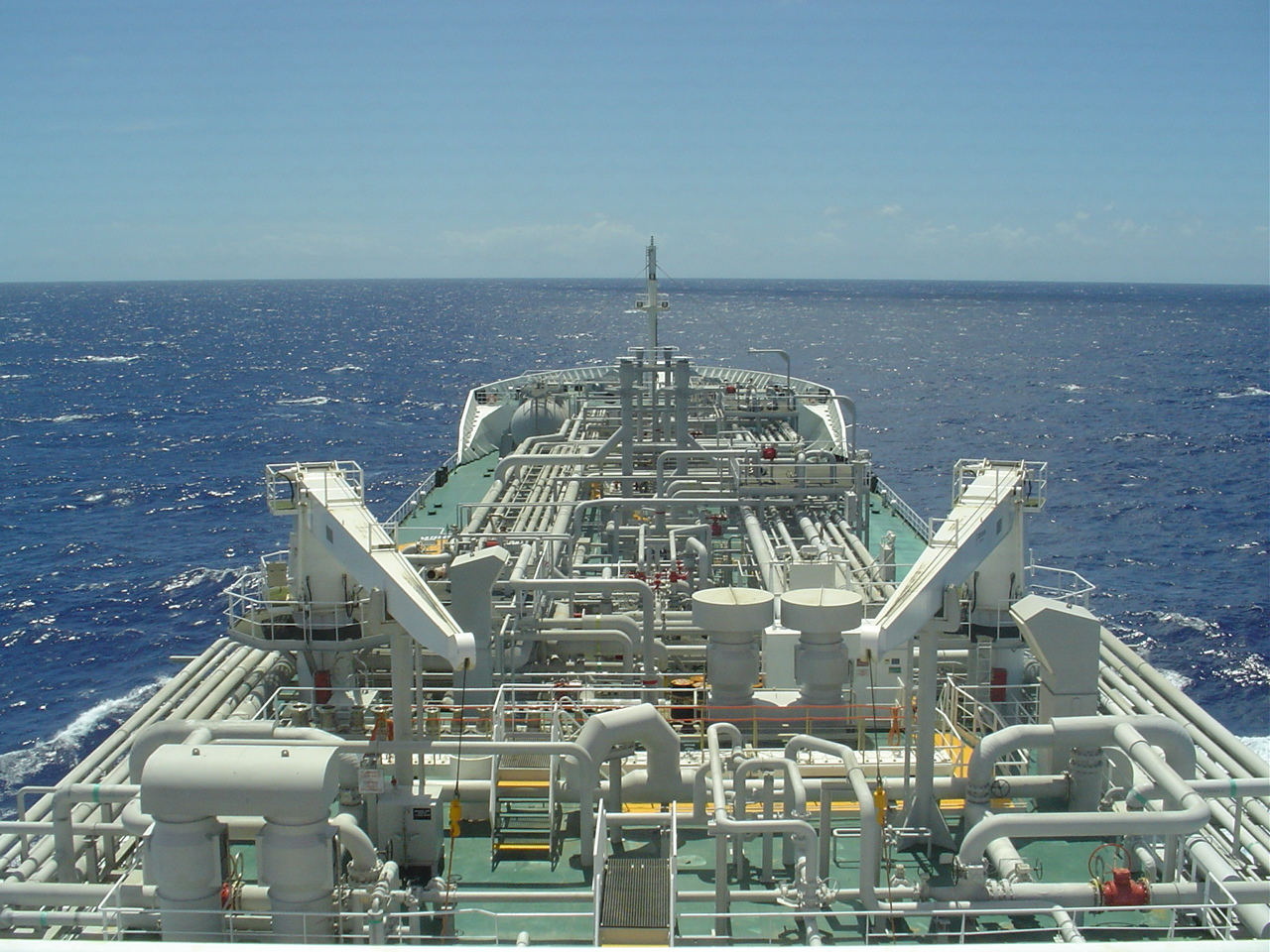
Il ponte e la prua di una gasiera visti dalla plancia (l'immagine fa riferimento alla nave LPG Solaro IMO 9108099, MMSI 247080000, Callsign IBJS)

- Megapetroliere o ULCC (ultra large crude carrier): navi con portata superiore a 300 000 tonnellate;
- Superpetroliere o VLCC (very large crude carrier): petroliere con capacità di carico superiore a 200 000 tonnellate;
- Suezmax: petroliere tra le 125 000 e le 200 000 tonnellate di capacità che possono transitare nel canale di Suez;
- Aframax (average freight rate assessment): petroliere con capacità compresa tra le 80 000 e le 125 000 tonnellate;
- Panamax: navi dalla capacità di trasporto compresa tra le 50 000 e le 79 000 tonnellate e una larghezza massima di 32,2 m, quindi in grado di passare attraverso il canale di Panama;

Si usano ancora i termini LR (lungo raggio, o long range) e MR (medio raggio, o medium range) a seconda delle dimensioni delle navi.

## ULCC
Le ULCC si possono considerare le più grandi navi al mondo, più grandi delle portaerei statunitensi a propulsione nucleare come quelle della classe Nimitz.
Le loro dimensioni e massa fanno sì che abbiano una manovrabilità molto scarsa, tanto che lo spazio di arresto si misura in miglia. Inizialmente non potevano scaricare il combustibile attraccando direttamente ai moli, in quanto i porti non potevano ricevere navi così imponenti. Pertanto si ricorreva a naviglio minore per trasferire il carico dalla nave che rimaneva al largo della terra ferma. In seguito molti porti si sono attrezzati con impianti di pompaggio posti al largo. In questo caso il combustibile viene trasferito per mezzo di oleodotti che collegano la terra con l'impianto.
La più grande petroliera mai esistita è la Seawise Giant, costruita in Giappone dai cantieri Sumitomo Corporation di Yokosuka e in seguito rinominata Jahre Viking e Knock Nevis. Aveva una lunghezza complessiva di ben 458 metri, larghezza di 69 m e portata di 564 763 tonnellate circa. Rimase in servizio attivo fino al 2004, poi convertita in un'unità di stoccaggio statica e infine demolita nel 2010.
Tra le più grandi navi del mondo c'è anche la TI Asia, una ULCC costruita nel 2002 nei cantieri Daewoo della Corea del Sud: è lunga 380 metri, larga 68 metri con una capacità di carico di 441 000 tonnellate. È dotata di un motore principale di oltre 50 000 cavalli.

## Sicurezza
A seguito di una direttiva IMO (Organizzazione Marittima Internazionale) le navi cisterna dai primi anni novanta in poi sono state costruite con doppio scafo, cioè con un'intercapedine di circa 1,5/2,0 metri tra lo scafo esterno e le cisterne di carico. Ciò ha contribuito a elevare gli standard di sicurezza e far diminuire significativamente gli episodi di inquinamento causati da collisioni.
Oltre alla normativa IMO, anche le autorità nazionali hanno introdotto rapidamente l'adozione del doppio scafo. La legislazione dell'Unione europea e degli Stati Uniti impone che dal 2010 nell'EU e dal 2015 negli USA solo le navi dotate di doppio scafo possono entrare nelle acque che ricadono sotto la rispettiva giurisdizione. Questa legislazione è stata emanata a seguito degli effetti di gravi incidenti che hanno coinvolto queste navi. Nel 1990 l'incidente occorso alla Exxon Valdez ha portato gli USA all'emanazione dell'Oil Pollution Act (OPA-90).

### Petroliera monoscafo
Le petroliere monoscafo secondo il regolamento (CE) n. 417/2002 vengono suddivise in tre principali categorie:
- Categoria 1: cosiddette petroliere monoscafo "pre-MARPOL", ossia petroliere per il trasporto di greggio di portata lorda pari e superiore a 20 000 tonnellate e navi per il trasporto di prodotti petroliferi di portata lorda pari e superiore a 30 000 tonnellate prive di cisterne a zavorra separata e di relative sistemazioni protettive (segregate ballast tanks in protective locations - SBT/PL). Sono le petroliere più vulnerabili e più vecchie, in genere costruite prima del 1982.
- Categoria 2: petroliere monoscafo "MARPOL", aventi le stesse dimensioni delle unità della categoria 1, ma equipaggiate con cisterne a zavorra separata e relative sistemazioni protettive (SBT/PL). In genere costruite tra il 1982 e il 1996.
- Categoria 3: petroliere monoscafo con dimensioni inferiori a quelle delle categorie 1 e 2, ma con una portata lorda superiore a 5 000 tonnellate. Queste petroliere più piccole sono spesso adibite al traffico regionale.

Ai sensi Regolamento UE n. 530/2012, nel 2015 è scattato il giorno dell'anniversario della data del varo della nave, il termine ultimo per la circolazione delle petroliere monoscafo con doppio fondo battenti la bandiera di uno Stato membro e l'accesso ai porti o ai terminali in mare aperto sotto la giurisdizione di uno Stato membro alle altre petroliere monoscafo di categoria 2 e di categoria 3, indipendentemente dal fatto che continuino a operare battendo bandiera di un paese terzo a norma della regola 20.5 dell'allegato I della convenzione MARPOL 73/78.

### Petroliera a doppio scafo
Le petroliere a doppio scafo secondo il regolamento (UE) n. 530/2012:
1. una petroliera di portata lorda pari o superiore a 5 000 tonnellate, che soddisfa i requisiti in materia di doppio scafo o di tecnologia equivalente di cui alle regole 19 e 28.6 dell'allegato I della convenzione MARPOL 73/78 ovvero i requisiti prescritti dalla regola 20.1.3 del medesimo allegato;
2. una petroliera di portata lorda pari o superiore a 600 tonnellate, ma inferiore a 5 000 tonnellate, provvista di cisterne o di spazi a doppio fondo rispondenti ai requisiti di cui alla regola 19.6.1 dell'allegato I della convenzione MARPOL 73/78, nonché di cisterne o di spazi laterali sistemati conformemente alla regola 19.3.1 e rispondenti al requisito in materia di distanza w di cui alla regola 19.6.2;

### Stabilità
La sicurezza relativamente alla stabilità dell'equilibrio delle navi petroliere di diverso dislocamento è regolamentata dai codici annessi e richiamati dalla convenzione SOLAS del 1974 e dalla Convenzione internazionale sul Bordo libero del 1988 emesse dall'IMO. Il codice di riferimento per la stabilità del mezzo navale nello stato di scafo integro è l'IS Code ("International Code on Intact Stability") del 2008, entrato in vigore il 1º luglio del 2010 con valenza legale in tutte le nazioni formalmente rappresentate all'interno dell'IMO. La vigilanza e il controllo del rispetto delle normative è affidato all'autorità amministrativa dello stato di bandiera che esercita le sue funzioni sia sulle navi iscritte nel proprio registro sia su navi di un altro stato ma che fanno scalo in un porto nazionale. L'autorità di bandiera può, in determinati casi, delegare una società di classifica nelle funzioni di controllo e accertamento delle norme vigenti nonché avvalersi della sua consulenza tecnica in supporto a un corpo di polizia giudiziaria nelle attività di perseguimento del reato.

## Nave cisterna MARPOL a doppio scafo
Una petroliera di nuova generazione che rispetti la convenzione MARPOL e SOLAS è un'imbarcazione obbligatoriamente costituita da doppio scafo.
Queste navi devono possedere, oltre alle stive per il carico, intercapedini separate dove alloggiare la zavorra o altri liquidi di regime, possono poi, a seconda delle dimensioni e portata, avere delle paratie longitudinali che generino un'ulteriore divisione del carico nel senso della lunghezza della nave.
Molte delle informazioni di seguito inserite descrivono più in generale la struttura di una qualsiasi nave mercantile moderna, poiché molte delle nozioni e le soluzioni ingegneristiche utilizzate si possono riferire anche a navi di diversa tipologia.
Le lamiere di acciaio che costituiscono l'involucro esterno dello scafo (detto anche "fasciame fuori ossatura") hanno la funzione principale di separare le strutture interne dall'ambiente marino esterno rendendo stagni sia opera viva (carena, ovvero parte di scafo sommerso della nave), sia opera morta (parte di scafo detta anche "esposta al vento" quindi non a contatto con acqua).
La petroliera è un tipo di nave che necessita, a causa del tipo di carico che trasporta, di strutture che tengano separate le stive dall'atmosfera. Quindi, a differenza delle portarinfuse, che possiedono invece grandi portelloni posti sul ponte di coperta (ponte più alto della nave) per le operazioni di carico/scarico, la stiva della petroliera è totalmente stagna anche in prossimità del ponte e il carico/scarico avviene tramite sistemi di pompaggio situati direttamente a bordo della nave.
Va quindi precisato che per doppio scafo si intende quella struttura complementare ma non indispensabile al galleggiamento e all'equilibrio del mezzo navale, il doppio scafo coinvolge un raddoppiamento di fasciame per strutture di fondo e fianchi, ma non di ponte. Non esistono strutture a doppio fasciame per il ponte di coperta, quindi le lamiere del ponte stesso chiudono ermeticamente le stive rendendole stagne, si parlerà dunque di "ponte di coperta stagno".
La struttura di doppio fondo di una petroliera la si ottiene appoggiando alle travi che compongono la "trave nave" un secondo strato di fasciame interno.
Per il fondo della nave questo doppio strato prende il nome di cielo del doppio fondo.

### Scafo a struttura longitudinale
Le petroliere moderne e di ultima generazione, ma soprattutto le navi con alta stazza e portata, hanno adottato uno scafo detto a "struttura longitudinale". Uno scafo di questo tipo implica l'utilizzo esclusivo di "travi secondarie longitudinali" (travi comuni, solitamente a "L", a "piatto" o a "bulbo" devono misurare dimensionalmente non più della metà di quelle principali o primarie) disposte longitudinalmente da poppa a prua e di "travi primarie longitudinali" (sempre a "T") che garantiscono la robustezza longitudinale dello "scafo nave".
La robustezza trasversale è ottenuta grazie all'utilizzo di "travi primarie trasversali" dette "costole rinforzate"che aiutano le travi longitudinali a mantenere stabile la struttura complessiva della nave.
Le travi longitudinali primarie del fondo prendono il nome di "paramezzali", quelle poste ai fianchi "correnti rinforzati" e quelle del ponte "anguille rinforzate", mentre le travi secondarie longitudinali sono chiamate semplicemente "correnti comuni".
Le travi trasversali primarie del fondo son dette "madieri", quelle del fianco "costole rinforzate" e quelle del ponte "bagli".
Uno scafo non può essere costituito sia da rinforzi secondari longitudinali sia trasversali ma solo da una tipologia, questo per motivi pratici legati alla saldatura (perché si andrebbe a tagliare e saldare un grandissimo numero di travi) e costi di lavorazione.
Le travi principali longitudinali si incrociano con quelle trasversali e poiché di norma queste hanno la stessa altezza le travi trasversali vengono interrotte quando incontrano quelle longitudinali per poi essere saldate con esse al livello delle piattabande superiori.
Si mantiene quindi la continuità delle travi longitudinali. 
Le travi secondarie longitudinali, che sono a volte anche un quinto di quelle primarie, non vengono interrotte e attraversano le travi trasversali primarie (le uniche travi trasversali presenti) in fori intagliati nell'anima. Questi fori se sono in prossimità di una paratia verranno sigillati con delle apposite "mascherine" ritagliate su misura in acciaio saldate direttamente sulla parete e sull'anima delle travi.
In una soluzione a doppio fondo sulla fila di fasciame interna è saldata un'ulteriore serie di travi secondarie longitudinali allineate simmetricamente con quelle del fasciame esterno ma ruotate di 180 gradi.
Tutti i collegamenti sono rinforzati da elementi di supporto triangolari detti "squadre" e da altri verticali detti "barrotti" che hanno la funzione di alleggerire il carico tensionale negli spigoli delle strutture.
Barrotti e squadre vengono saldati soprattutto in zone dove sono applicati alti carichi concentrati e sforzi notevoli, il più delle volte in prossimità di una paratia trasversale, sia prima sia dopo, le travi secondarie superiori e inferiori sono unite da barrotti verticali.
In prossimità del paramezzale centrale soprattutto in soluzioni non a doppio fondo viene posto uno squadrone detto di "bacino" molto grande che alleggerisce il carico tensionale che si genera all'ingresso della nave in bacino di carenaggio.
In generale l'uso di questi rinforzi è sempre ben distribuito su tutta la struttura della nave.
All'interno dell'anima dei madieri sono intagliati dei fori di forma curvilinea utili per alleggerire la struttura, o se le dimensioni lo permettono, per consentire il passaggio del personale per ispezioni o riparazioni.
Il dimensionamento delle travi avviene tenendo in considerazione molti fattori tra cui la lunghezza e le dimensioni generali della nave.
Solitamente più è alta la portata lorda (DWT) di una nave, più robuste sono le strutture impiegate e anche gli intervalli tra una trave all'altra variano.
La distanza tra le diverse travi trasversali primarie è uguale per tutta la lunghezza della nave e questa distanza costante si chiama "intervallo di ossatura".
Per travi comuni longitudinali e trasversali la vecchia normativa RINA imponeva un limite di distanziamento che doveva stare al di sotto di {\displaystyle 1{,}20S_{r}} dove {\displaystyle S_{r}} è "l'intervallo di ossatura regolamentare in metri":
{\displaystyle S_{r}=0{,}430+0{,}002L_{c}}
e {\displaystyle L_{c}} è la "lunghezza di costruzione" in metri.
Questo insieme di travi forma l'ossatura della nave, sulle piattabande delle travi viene poi saldato il fasciame esterno e anche interno nel caso del doppio scafo.
Il fasciame interno rende stagna la stiva di carico, tra il primo strato di fasciame interno e quello esterno si genera un'intercapedine di dimensioni variabili (a seconda della grandezza delle travi che possono arrivare anche all'altezza di tre metri) nella quale solitamente vengono collocati la zavorra oppure altri liquidi di funzionamento.

### Geometria dello scafo
Come per tutte le navi mercantili anche per le petroliere si adotta una tipologia di scafo che renda disponibile il maggior volume possibile di carico senza però intaccare la sicurezza e la stabilità della nave.
Ad eccezione di poppa e prua che seguono linee e forme diverse, il corpo centrale della nave (detto "corpo cilindrico") è di sezione costante pari a quella della sezione maestra per tutta la sua lunghezza, in questa zona si trovano le stive ed è qui che appunto la nave offre il maggior spazio di carico.
Le moderne petroliere hanno un corpo cilindrico caratterizzato da fianchi ortogonali al piano del fondo, che è piatto e questo le dà la classica forma di "parallelepipedo rettangolare".
I fianchi sono collegati con il fondo tramite dei raccordi di fasciame di forma curva che prendono il nome di "ginocchi".
Il ponte è spesso interessato da un rigonfiamento centrale detto "bolzone", ai lati del rigonfiamento il fasciame è inclinato e si salda al "trincarino" che è l'ultima trancia di fasciame del fianco.
Questa particolare geometria è necessaria per il mantenimento in equilibrio del mezzo che in condizioni di carico arriva ad avere anche centinaia di migliaia di tonnellate di dislocamento, difatti uno scafo con questo tipo di forma è assimilabile per certi versi come comportamento a un "galleggiante cilindrico".
Arrivati a una certa lunghezza della nave in direzione di poppa, la sezione dello scafo comincia a diminuire, i fianchi assumomo forme più curve fino a raggiungere lo "specchio di poppa" che è l'estremità finale della nave.
Immersi al di sotto dello specchio alloggiano l'asse dell'elica (o assi delle eliche) e il timone.

### Paratie e spazi interni
Con la convenzione MARPOL entra in vigore l'obbligo di separare i volumi adibiti al trasporto di zavorra e carico: prima le stive non occupate dal greggio potevano essere riempite di zavorra e la cosa poteva risultare molto nociva per l'ambiente poiché, quando si scaricava la zavorra, essa trascinava residui di carico con sé.
Il numero delle stive di una petroliera varia a seconda della lunghezza della nave e delle dimensioni.
Tra una stiva e l'altra è posta una paratia, una grossa struttura verticale stagna che ha lo scopo di separare le stive, di fornire supporto strutturale e di bloccare l'acqua entrata nella stiva da una eventuale falla, evitando così che allaghi altri compartimenti.
Le paratie possono essere a "montanti" o a "traverse" a seconda della disposizione dei rinforzi saldati.
Alcune petroliere son dotate anche di paratie longitudinali che dividono longitudinalmente lo scafo in più stive che possono arrivare anche a tre.
Questo tipo di paratie possono risultare molto utili strutturalmente poiché sorreggono il ponte di coperta e le sovrastrutture, inoltre contribuiscono in modo notevole alla robustezza longitudinale della nave comportandosi come grossi paramezzali.
L'utilità di dividere il carico anche longitudinalmente non è poca cosa.
Avere una stiva unica a larghezza nave comporterebbe il rischio di perdere completamente il carico della stiva in caso di falla, invece se si divide il carico in due o tre stive longitudinali, separate da opportune paratie stagne, in caso di fuoriuscita si getterebbe a mare solo il greggio stanziato nella stiva adiacente al fianco danneggiato.
Solitamente in una soluzione con due paratie longitudinali e quindi con tre stive distinte, la stiva centrale è più larga rispetto a quelle laterali, sempre per questioni di sicurezza.
A prua è posta una paratia speciale detta "paratia di collisione" e a poppa è posta la "paratia di pressatrecce", gli spazi che queste delimitano con il fasciame esterno son detti rispettivamente "gavone di prua" e "gavone di poppa".
In una petroliera le paratie sono totalmente stagne e coprono l'altezza dello scafo della nave, quindi dal fondo al "ponte della paratie" che coincide con il ponte di coperta.
Secondo le normative internazionali e nazionali (RINA) vigenti una petroliera deve poter galleggiare con una stiva completamente allagata; il calcolo del posizionamento delle paratie, il numero di queste e la portata delle stive sono questioni molto delicate e importanti, determinanti in caso di incidente.

### Impianti di bordo
Come le strutture, anche gli impianti presenti su una petroliera sono per molti versi gli stessi che si trovano su ogni nave eccezion fatta per quelli destinati alla gestione del carico che variano invece dalla tipologia di nave e del carico stesso.
Come già illustrato la petroliera è una nave con stive totalmente stagne quindi prive di ogni apertura o portellone sul ponte utili alle operazioni di carico della nave.
Data la natura del carico, per poter riempire e svuotare le stive, a bordo della petroliera sono presenti sistemi multipli di pompe collegate a ogni stiva tramite tubazioni situate direttamente sul ponte.
Ogni stiva possiede inoltre impianti di riscaldamento nel caso il fluido caricato lo richieda (ad esempio : Fuel Oil).
Di seguito sono elencati i principali impianti dell'allestimento di una generica petroliera:
Impianti di servizio per l'equipaggio
- Impianto di ventilazione;
- Impianto di condizionamento dell'aria;
- Impianto di trattamento dell'acqua potabile;
- Impianto per la conservazione dei cibi;
- Impianto elettrico di distribuzione e illuminazione;

Impianti di gestione del carico
- Impianto di pompaggio per carico/scarico;
- Impianto di riscaldamento del carico;

Impianti di emergenza
- Impianto antincendio ad acqua di mare;
- Impianto antincendio a schiuma;
- Sistemi di allarme;
- Sistema antincendio a "gas inerte" (CO2) per la sala macchine;

Impianti di servizio e mantenimento
- Impianto di sentina;
- Impianti per il trattamento dell'acqua di sentina;
- Impianti per il trattamento delle acque grigie;
- Impianti per il pompaggio dell'acqua di zavorra;
- Impianto dell'acqua dolce e salata;
- Impianti per la gestione del combustibile a bordo;
- Impianti per la gestione delle emissioni atmosferiche (eventuale scrubber);
- Impianto elettrico di potenza a media tensione (quadro elettrico principale);
- Impianto elettrico di potenza a bassa tensione (quadro elettrico di distribuzione);
- Gruppo di trasformazione da media a bassa tensione;
- Impianto di generazione di corrente elettrica (gruppi elettrogeni e generazione d'emergenza);
- Sistema UPS per la continuità elettrica dei servizi essenziali;
- Impianto caldaie (se presenti motori a vapore o pompe alimentate con turbine a vapore);
- Impianto di propulsione (comprensivo di motore primo, eventuale riduttore di giri e propulsore);
- Ausiliari di propulsione (impianto oleodinamico per cuscinetti portanti/reggispinta dell'asse di trasmissione e per la rotazione delle pale dell'elica (solo con elice a pale orientabili CPP));
- Ausiliari di macchina (compressori di avviamento, pompe per olio, ecc. destinati a motori Diesel, motori a vapore e gruppi elettrogeni);
- Compressori per aria e circuito pneumatico;
- Sistemi di sollevamento;
- Sistema di armamento;

Impianti per il governo della nave
- Timoneria e sistema di governo;
- Strumentazione di plancia;
- Sensori vari;
- Apparati di comunicazione e radio;
- Sistemi di localizzazione RADAR e GPS;
- SONAR passivo;
- Impianto elettrico di plancia;
- Impianto elettrico per le telecomunicazioni;
- Sistema di segnalazione luminosa elettrica;
- Impianti sonori di comunicazione e allarmi.

### Sovrastrutture
Le sovrastrutture di una petroliera sono le stesse che si ritrovano su molte tipologie di navi mercantili.
Le sovrastrutture ospitano tutti i servizi per l'equipaggio, la plancia di comando e molti degli impianti e macchinari della nave.
Generalmente le sovrastrutture sono posizionate al di sopra della sala macchine, che si trova usualmente in posizione molto appoppata, in modo tale che l'asse rotore non occupi troppo spazio e sia collegato direttamente all'elica, e vanno a formare il "castello di poppa".
Le sovrasttrutture sono divise in livelli crescenti dal basso all'alto, ai livelli più alti trova posto la plancia di comando con affiancate due piccole strutture dette "ali di plancia" necessarie per le manovre.
Se le sovrastrutture occupano l'intera larghezza nave allora prendono il nome di "cassero", nelle petroliere questa soluzione è spesso utilizzata.
Possono essere presenti altre piccole strutture ("casette") a poppa o a prua utilizzate per fornire copertura a macchinari o come depositi.